# Танталовый конденсатор

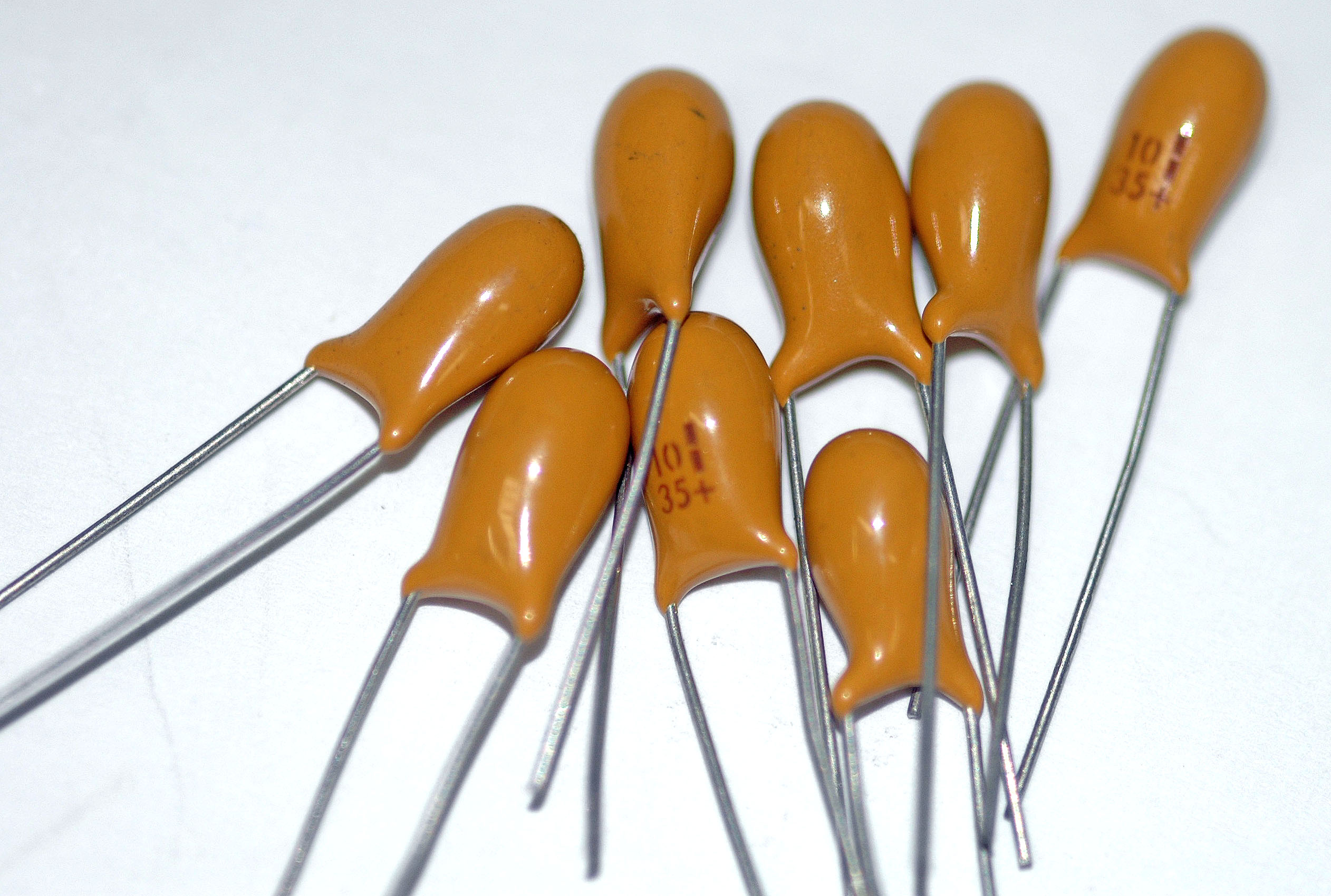
Танталовый конденсатор

Танта́ловый конденса́тор — подтип электролитического конденсатора. Изготавливается из металлического тантала, выполняющего роль анода, покрытого изолирующим оксидным слоем. За счет использования в нём тонкого слоя диэлектрика, танталовый конденсатор отличается от других электролитических конденсаторов высокой ёмкостью при одинаковом объёме и меньшим весом. Имеет высокую ёмкость, а также маленький вес по сравнению с другими конденсаторами. Танталовые конденсаторы дороже алюминиевых электролитических конденсаторов.
Танталовые конденсаторы — полярны. Обратное напряжение запускает в них процесс разрушения. Неполярные (биполярные) конденсаторы изготовлены путем последовательного соединения двух полярных конденсаторов.

## Устройство

Принцип формирования оксидного слоя на обкладке конденсатора при изготовлении

Две обкладки с площадью А, разделённые диэлектриком с толщиной d

Принцип формирования диэлектрического слоя в электролитических конденсаторах основан на способности некоторых  металлов образовывать тонкий оксидный диэлектрический слой на поверхности, причём  толщина этого слоя пропорциональна приложенному напряжению. Полученный диэлектрический слой аморфен и не проводит электрический ток.
В качестве катода в электролитических конденсаторах используется электролит. Электролитом в танталовых конденсаторах является диоксид марганца.
Диэлектрик электролитического конденсатора имеет малую толщину порядка  десятков нанометров, при этом диэлектрическая прочность оксидного слоя высокая. Таким образом танталовые конденсаторы имеют большую объёмную ёмкость по сравнению с другими видами конденсаторов. Предварительно протравленная шероховатая поверхность анода увеличивает площадь обкладки, вследствие чего ёмкость конденсатора увеличивается до 200 раз.
Объём электролитического конденсатора определяется произведением ёмкости на рабочее напряжение.

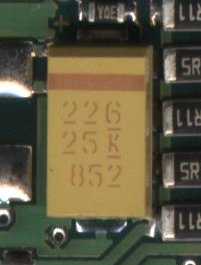
Танталовый SMD-конденсатор

## Типы танталовых конденсаторов
- SMD-конденсаторы (конденсаторы для поверхностного монтажа), составляют более 90 % от всех танталовых конденсаторов.
- Танталовый «жемчуг» — корпус конденсатора состоит из эпоксидной смолы.
- Осевые этилированные танталовые конденсаторы, в основном применяются в медицинской, военной и космической технике[источник не указан 1080 дней].

## Общие характеристики
- Ёмкость танталовых конденсаторов лежит в пределе от 1 нФ до 72 мФ.
- Номинальное напряжение танталовых конденсаторов варьируется от 2 до 500 В.
- Эквивалентное последовательное сопротивление (ESR) танталовых конденсаторов меньше алюминиевых электролитических конденсаторов, что позволяет пропускать через них большие токи с меньшим выделение тепла.
- Ёмкость танталовых конденсаторов практически не меняется с течением времени, в отличие от алюминиевых электролитических конденсаторов[1].

#### Отказ танталовых конденсаторов
Отказ танталовых конденсаторов может привести к нагреву и воспламенению. Он может произойти из-за скачков напряжения. Танталовый анод соприкасается с катодом из диоксида марганца, что вызывает химическую реакцию. Для предотвращения отказа танталовых конденсаторов используют отказоустойчивые схемы.

#### Номинальное напряжение
Номинальное напряжение ― максимальное напряжение постоянного тока или импульсное напряжение в пике, которое может подаваться непрерывно при любой температуре в пределах номинального диапазона температур (IEC/EN 60384-1). Номинальное напряжение электролитических конденсаторов уменьшается с повышением температуры. Понижение напряжения при высокой температуре продлевает срок службы конденсатора. Более низкое напряжение положительно влияет на танталовый электролитический конденсатор, поэтому снижение напряжения снижает вероятность отказа и повышает надёжность конденсатора.

## Частота отказов и срок службы

### Интенсивность отказов
Интенсивность отказов - характеристика надёжности — свойства, показывающее выполнение своей функции компонентом за  определённый промежуток времени. Для танталовых конденсаторов в основном надёжность, в основном, указывается при 85 °C и номинальном рабочем напряжении в качестве эталонных условий.
Танталовые конденсаторы являются надёжными компонентами. Совершенствование технологии обеспечило снижение концентрации примесей в материалах, из-за которых возникало большинство дефектов кристаллизации оксидного слоя.

### Срок службы
Срок службы танталовых конденсаторов зависит от используемого электролита:
- Жидкий электролит — не имеют спецификации срока службы.
- Электролит диоксида марганца — не имеют спецификации срока службы.
- Полимерный электролит — имеют спецификацию срока службы[источник не указан 722 дня].

## Применение
Танталовые конденсаторы используются в качестве фильтров блоков питания компьютеров и мобильных телефонов из-за своей компактности и большой надёжности. Танталовые конденсаторы в версии военной спецификации (MIL-SPEC), обеспечивающие более широкий диапазон рабочих температур, применяются в военной технике. Они являются популярной заменой алюминиевым электролитическим конденсаторам, так как не высыхают и не теряют ёмкость с течением времени. Также танталовые конденсаторы применяются в медицинском оборудовании и аудиотехнике из-за высокой стабильности.

### Принципиальное изображение конденсатора на схеме

Условные обозначения конденсаторов.
a — биполярный
b — полярный (плюс не закрашен)